# Marc-Guillaume-Alexis Vadier
Marc-Guillaume-Alexis Vadier, surnommé le Grand Inquisiteur ou le Bourreau de l'Ariège, né le 17 juillet 1736 à Pamiers et mort le 14 décembre 1828 à Bruxelles, est un homme politique français, qui exerce pendant la période de la Révolution française.
Montagnard influent de la première partie de la Révolution française et particulièrement de la Terreur, il est surtout connu pour avoir créé le département de l'Ariège et dirigé le Comité de sûreté générale d'une main ferme, étant ainsi un des personnages essentiels de la période de la Terreur et le « doyen de sa police politique ». Entre autres, il préside la Convention nationale lors du vote de l'abolition de l'esclavage et participe, le 9 thermidor, à la chute de Robespierre, avec qui il entretient une rivalité de longue date.
Il survit à la Révolution, participant dans un relatif anonymat à la période du Premier Empire. Il est ensuite exilé par la loi visant les régicides, sous Louis XVIII. Il meurt à Bruxelles en 1828 à un âge avancé après avoir exprimé des remords pour sa participation au 9 thermidor. Comme pour Robespierre, Barère ou Billaud-Varenne, son rôle exact pendant la Terreur est encore débattu par les historiens.

## Biographie

### Enfance et formation
Marc Guillaume Alexis Vadier est né le 17 juillet 1736, au domicile de ses parents rue des Nobles à Pamiers. L'enfant étant chétif, le chanoine et curé Marast l'ondoie. Il est baptisé, le 29 juillet, à la collégiale Notre-Dame-du-Camp, son parrain est son oncle Lefèvre, avocat au parlement et sa marraine sa tante Catherine Vadier. Son père, Guillaume Vadier, est bourgeois et receveur des décimes du clergé de la ville, et sa mère, prénommée « Philippe », est née de Massot. La famille Vadier est originaire de Montières, près d'Amiens, en Picardie. C'est son grand-père Pierre Vadier qui, avec son frère Guillaume, est venu à Pamiers en accompagnant leur employeur François de Camps nommé dans cette ville. Pierre Vadier s'est marié le 6 janvier 1705 avec Anne de Traversier, d'une famille de petite noblesse sans grande fortune. À la mort de son oncle Guillaume, son père hérite de ses biens et notamment de la maison, dite Peyroulet, située à Montaut, qu'il avait acquise pour 12 600 livres le 26 mai 1719.
Après avoir appris à lire et compter à la « petite école », il entre, en 1745 à 9 ans, au collège des Jésuites de Pamiers,. Son père meurt avant ses 10 ans. Dans cet établissement, seul le latin est en usage, le français et le gascon étant interdits. Il a tout juste 13 ans lorsqu'il termine ses humanités et reçoit le prix de métrique latine. L'ouvrage offert porte une dédicace du préfet des études, le père Arnald Puyjalon : « [...] c'était un enfant remarquable, sous tous rapports, de piété, d'intelligence, et de tempérament. En témoignage de ces qualités, je lui ai écrit cette dédicace signée de ma main et frappée du sceau du collège le 28 juillet 1749. »
À 13 ans, il est envoyé à Toulouse pour poursuivre ses études comme interne au collège de l'Esquile, tenu par des prêtres de la congrégation cléricale des doctrinaires, qui débute l'année scolaire, le 18 octobre. Il y poursuit ses études pendant trois ans. La première année est consacrée à la rhétorique et les deux suivantes à la philosophie, logique et physique. Cet éloignement alors qu'il y avait la possibilité de suivre ce niveau d'études à Pamiers ne peut venir que d'un choix de lui-même et, ou, de son entourage adulte,.

### Militaire (1753-1757)

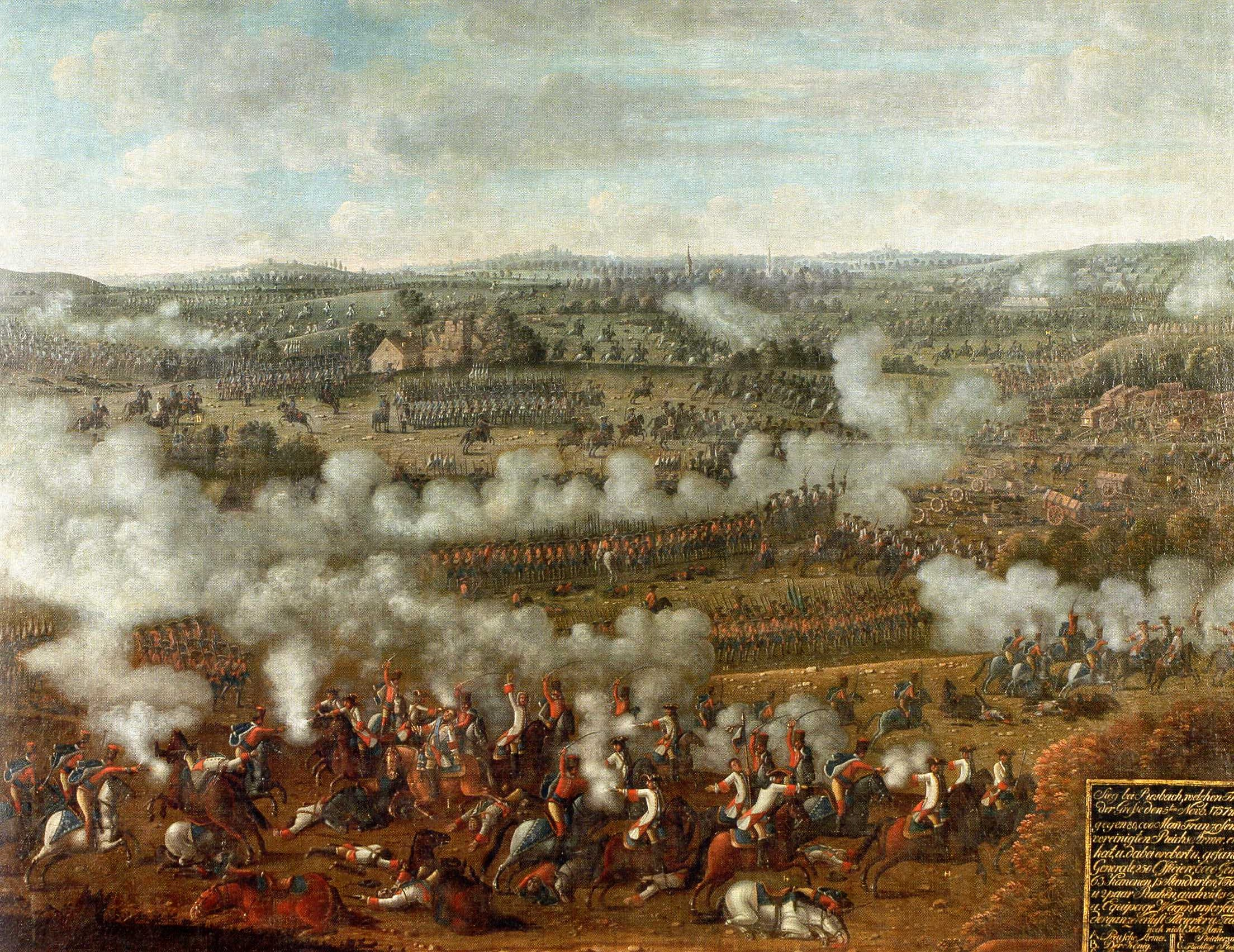
Bataille de Rossbach, huile sur toile, auteur inconnu, format, du musée du château d'Augustusburg.

Sans raisons connues, il est engagé volontaire, en 1753, sous le nom de « Marc Guillaume Vadier de Montfort », au régiment de Piémont infanterie qui, à cette époque, dispose d'une compagnie stationnée à Toulouse. Homme de troupe, il a un comportement qui le fait remarquer par ses chefs. Vadier est promu, à 19 ans, lieutenant du régiment le 1er septembre 1755.
En juillet 1756, il est à Cherbourg avec son régiment. Au printemps 1757, le régiment de Piémont fait partie de l'armée du prince de Soubise, qui rentre en Allemagne et remonte la vallée du Main pour rejoindre les troupes impériales. Son régiment atteint Landau le 17 juillet, puis il passe à Gotha le 11 septembre avant de s'établir, le lendemain, au « camp d'Hisenac ». Le 5 novembre 1757, le régiment est engagé dans la bataille de Rossbach près de la petite ville de Braunsbedra. C'est une lourde défaite pour l'armée de Soubise, le régiment de Piémont est décimé, sans compter les prisonniers, il compte 475 morts et de nombreux fuyards. Ensuite les restes de l'armée de Soubise prennent leur cantonnement d'hiver à Heiligenstadt, avant de se rapprocher de Cologne, Neuss et Düsseldorf fin décembre. Quarante-neuf officiers du régiment de Piémont reçoivent des récompenses, une majorité d'entre eux ont été blessés. Vadier, qui n'est ni blessé, ni récompensé « abandonne sa lieutenance à la fin de l'année 1757. »

### Bourgeois et notable à Pamiers

#### Propriétaire terrien et famille

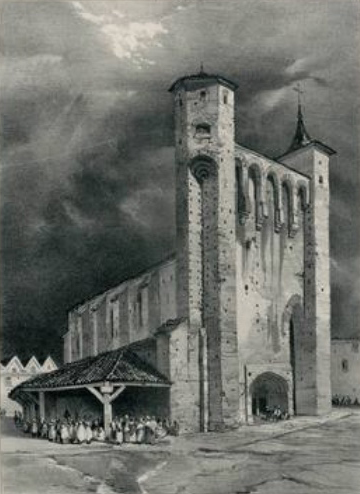
La collégiale Notre-Dame-du-Camp au XIXe siècle, lithographie d'Adrien Dauzats.

Ayant démissionné de l'armée, en Allemagne, fin décembre 1757, on ne retrouve Vadier que le 6 novembre 1762, à Pamiers. Il a 26 ans, lorsque sa mère lui donne ses biens en échange d'une pension alimentaire et l'usage d'une petite maison jouxtant la sienne.
Le 30 novembre 1762, Vadier se marie avec Jeanne-Marie Lavigne dans la collégiale Notre-Dame de Camp de Pamiers. Jeanne-Marie est membre d'une famille bourgeoise originaire de Pamiers, elle apporte en dot 12 000 livres comme l'indique le contrat de mariage signé, à Pamiers, chez le notaire Conferon. De cette union vont naître huit enfants, six garçons et deux filles, mais seuls quatre garçons vont survivre à la petite enfance. Il s'agit de Jacques-Roger, dit Carpe, de Marc (?-1791), de Jean-Baptiste, dit Nicol et de Montaclar .
Le 6 septembre 1763, il achète la seigneurie du Carla : composé d'un bourg, ancienne place fortifiée située sur un piton rocheux, et de terres dans la vallée. Cet achat ne doit pas le satisfaire car il l'échange, le 6 septembre 1764, contre un domaine, dénommé Nicol, constitué uniquement de terres et situé en limite de sa propriété de Peyroutet. La propriétaire est Rose-Victor Lavaise épouse de Laurent Angliviel de La Beaumelle. La transaction, entre Vadier et Lavaise, a lieu dans la propriété de celle-ci, dite métairie de Nogarède.
Vadier, fait défricher 15 ha sur ses domaines de Peyroutet et Nicol, entre le mois d'août 1766 et le mois de janvier 1768. L'ensemble des terres de ses domaines de Peyroutet, de Nicol et de Belpech, à la limite de l'Ariège et de l'Aude, forment un ensemble de 185 ha, dont la valeur totale est estimée à 300 000 livres. La surface de ses domaines place Vadier, après Cazes et Dardigna, à la troisième place des grands propriétaires résidant sur place,.

#### Conseiller à la sénéchaussée et au présidial

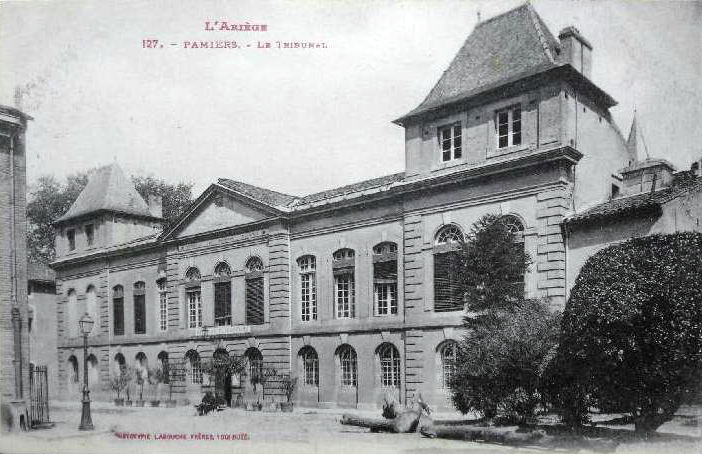
Le tribunal de Pamiers, vers 1900. Phototypie Labouche Frères.

En 1768, la mort de Jean-Baptiste Daliot de Lafage entraîne la vacance d'une charge de conseiller à la sénéchaussée et présidial de Pamiers. Vadier est intéressé, mais il lui manque les titres universitaires. Il travaille en auditeur libre et il est reçu bachelier à l'université de Toulouse, le 10 février 1770. Il s'inscrit comme avocat et il rachète cette charge toujours vacante à la famille du défunt.
Le 8 août 1770, il obtient du roi les provisions de la charge de conseiller. Néanmoins, son installation est retardée à cause de l'opposition du parlement de Toulouse, où le premier avocat, François Darmaing, s'oppose à la remise des arrêts la permettant. Ce refus plusieurs fois exprimé provoque une plainte de la chambre du Conseil auprès du parlement, argumentant sur le fait que l'exécution des ordres du roi sont exécutoires et ne peuvent être retardés. Après une mise en demeure du parlement de Toulouse, la cérémonie d'enregistrement a finalement lieu le 7 septembre 1770.
Les affaires à traiter sont le plus souvent de petite importance. Vadier est aimable et attentif aux avis de ses collègues, il présente le sien mais accepte facilement d'en changer si les arguments présentés lui paraissent valables. Cette attitude fait qu'on le choisit souvent pour être syndic. Néanmoins, il fait également attention au bon déroulement des procédures : lorsqu'en 1777 un greffier ajoute dans un jugement des notes pouvant contredire ses décisions, il porte plainte. En 1778, il est choisi pour être l'un des accompagnateurs du juge-mage pour représenter le présidial pour exprimer des condoléances auprès du fils de François Armand d’Usson marquis de Bonnac qui vient de mourir.
En 1788, Vadier jouit d'une popularité certaine dans le comté de Foix du fait qu'il a, dans le cadre de sa fonction au présidial, défendu avec ardeur les déshérités et qu'il a avec la même force poursuivi les « prévaricateurs ». Il est « frère vénérable » de la franc-maçonnerie.

### États généraux de 1789

#### Élections à Pamiers
Le roi Louis XVI, accédant à la demande de Loménie de Brienne promet, le 5 juillet 1788, de réunir les états généraux le 1er mai 1789. Cette décision agite la population du comté de Foix car la dernière réunion de ces États date de 1614 et le roi est populaire. Jean-Baptiste de Marquié-Cussol, président du présidial depuis le 23 avril 1777, et Vadier, qui partage ses idées, adressent, au nom du présidial dont ce n'était pas la fonction, un mémoire au roi. Ils demandent que la représentation du comté ne soit pas du même ordre que celle des états de Foix argumentant sur le fait que le territoire de la sénéchaussée est différent de celui du comté. Puis ils ajoutent une nouvelle revendication qui est que le tiers doit avoir autant de représentants que ceux de la noblesse et du clergé réunis.
Après l'échec d'un coup de force de l'évêque de Pamiers, Joseph-Mathieu d’Agoult, qui voulait se faire nommer représentant aux états généraux avant la réunion des états généraux, celle des états de Foix ouvre à Pamiers le 9 février 1789. Les échanges sont houleux et les discussions sur le mode de représentation se poursuivent jusqu'au 19 février, date de la décision de Louis XVI sur l'organisation électorale. Pour Pamiers, l'avis de Marquié-Cussol et Vadier a été entendu, il faut élire quatre députés dont deux du tiers. Par ailleurs c'est Marquié-Cussol qui est mandaté pour organiser les élections.
Vadier est élu, à 53 ans le 9 avril 1789, député du tiers représentant de la sénéchaussée de Pamiers aux états généraux de 1789. Le 10 avril, il prête serment, avec les trois autres députés, le deuxième représentant du tiers Georges Bergasse de Laziroules, le représentant du clergé Jean Bernard Font et celui de la noblesse Mathieu Louis Armand d'Usson, devant plus de 800 délégués, dans l'église des Frères-Prêcheurs. Ce serment précise que ces députés doivent à leurs mandants « d'exécuter fidèlement leurs volontés consignées dans les cahiers, conformes au vœu général de la nation, pour la réforme des abus et l'établissement d'un ordre fixe et durable dans toutes les branches de l'administration. »

#### Député aux états généraux à Versailles
Les députés Vadier et Bergasse-Laziroule rejoignent Versailles pour l'ouverture de la session des états généraux le 4 mai 1789. Ils participent « avec enthousiasme à toutes les résolutions énergiques des communes. » Le 20 juin 1789, le procès-verbal du serment du Jeu de paume enregistre la présence des députés du tiers état de Pamiers qui sont Bergasse-Laziroule, qui signent « Laziroule », et Vadier.

### Député à l'Assemblée constituante (1789-1791)

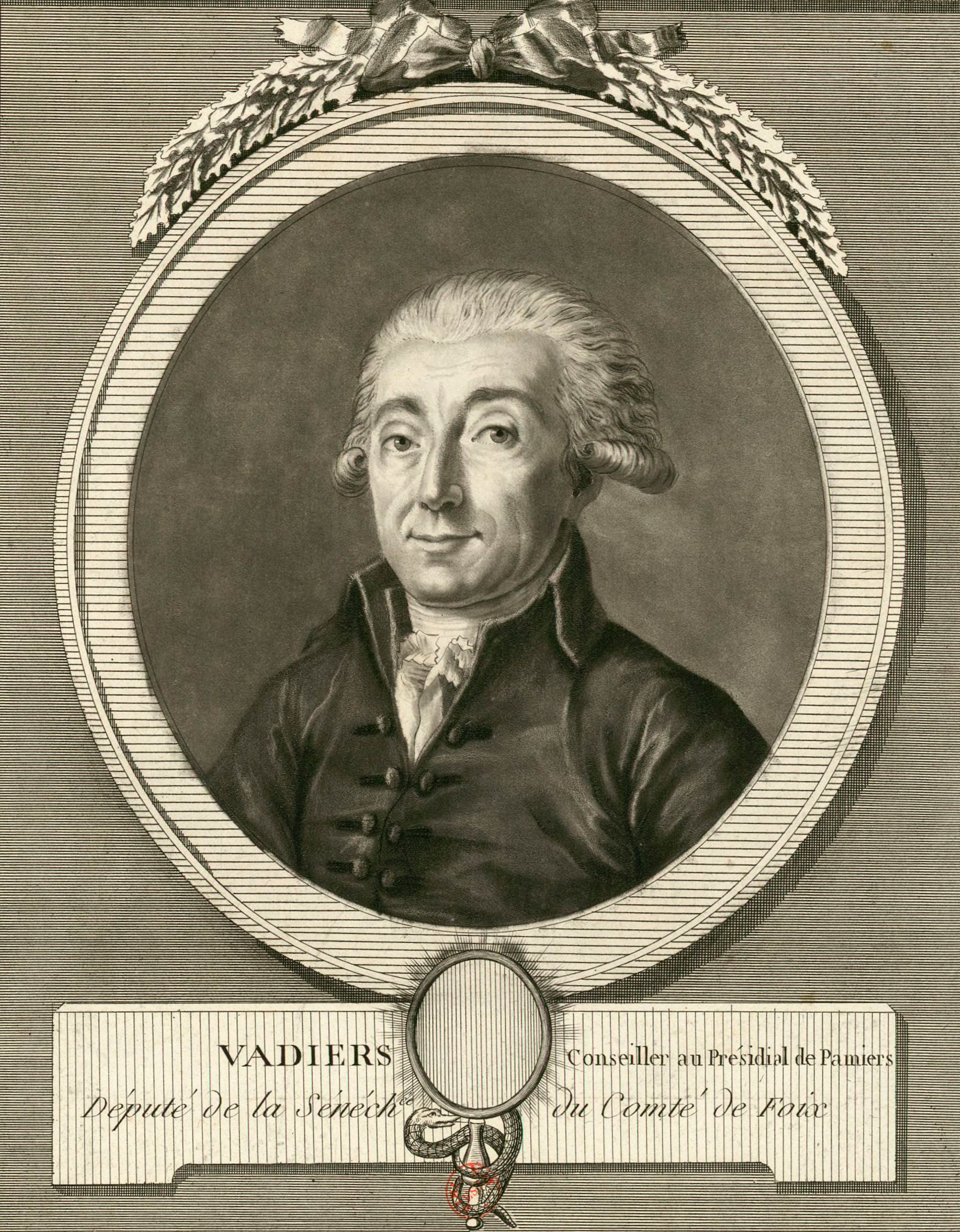
Vadier, conseiller au présidial de Pamiers, député du comté de Foix aux états généraux de 1789, estampe de Nicolas François Le Vachez (collection Bibliothèque nationale de France)

#### Premières actions
Après la création de l'Assemblée nationale constituante, on retrouve les députés du tiers, Vadier et Bergasse-Laziroule, dans la nuit du 4 août 1789, lorsqu'ils votent l'abandon des privilèges de leur province et des communautés. Ce vote allant à l'encontre des avis du cahier de leurs mandants, ils envoient une lettre-circulaire pour en demander l'approbation aux communautés du territoire. Le « conseil politique de Foix », réuni le 17 août, approuve ce vote. Il est suivi par la majorité des communautés du comté de Foix, seules quelques villes ne répondent pas. Les « patriotes » créent un comité pour relancer les retardataires. La ville d'Ax approuve le 17 octobre mais le conseil politique de Pamiers demande des avis et fait des démarches qui repoussent sa réponse.
Les décisions prises par l'Assemblée ont immédiatement des répercussions sur les territoires et notamment celui du comté de Foix. Les députés Vadier et Bergasse-Larizoule, qui ont voté favorablement ces textes, interviennent localement, notamment le 23 août lorsqu'ils conseillent à la municipalité de Pamiers de remplacer l'octroi sur le vin, qui est supprimé, par « un impôt sur tous les contribuables ». Vadier est un jacobin inflexible, et est particulièrement violent, se déplaçant en Ariège avec des hommes armés à ses côtés[pourquoi ?]. Il se distingue notamment par son accent gascon.

#### Création du département de l'Ariège
Vadier s'implique particulièrement lors de la discussion sur la division de la France en départements qui s'ouvre le 3 novembre 1789. Il s'oppose aux représentants du Languedoc, du Roussillon, du Comminges et du Couserans qui veulent se partager le territoire du comté de Foix. Il propose la création d'un département de l'Ariège qui regroupe le comté de Foix avec les districts de Mirepoix et du Couserans, cédant un chef-lieu de district aux dépens du territoire de Pamiers. Cela permet au pays de Foix de devenir le centre du nouveau département et à la ville de Foix d'en être le chef-lieu. Le 13 décembre, Vadier et Bergasse-Larizoule écrivent « Pamiers et Foix doivent se réunir sans perdre de temps pour faire les démarches convenables auprès des villes de Saint-Girons et de Mirepoix et autres pour la formation du département. » Le découpage proposé par Vadier est retenu et devient comme une référence pour les discussions encore en cours pour les autres départements. Le 18 janvier 1790, Vadier, Bergasse-Larizoule et Font signent, à Paris, l'accord définitif de la création du département de l'Ariège.

#### Affaire de Pamiers
Le 28 décembre 1790, Vadier va, pour la première fois prendre la parole à la tribune de l'Assemblée, son intervention est inscrite à la séance du soir. Il s'agit d'une affaire dont il n'a eu connaissance que bien après les faits : le 22 août, Jean-François Darmaing est devenu maire de Pamiers et s'est opposé à Marquié-Cussol, qui est à la tête de la Garde nationale. Leur conflit a provoqué des affrontements violents entre leurs partisans. Darmaing, lâché par sa municipalité, à l'instigation de Marquié-Cussol, s'enfuit et se cache à Foix avec quelques proches. À la tribune, Vadier demande la destitution de Darmaing de sa fonction, l'annulation de ses arrêtés et la mise en place d'une instruction pour « abus et extensions de pouvoir » : l'Assemblée est favorable à ces mesures. Cette « affaire », importante en Ariège mais insignifiante à Paris, prend une certaine importance du fait de réactions violentes, dans la presse, contre le député. L'abbé Royou, dans le numéro du 11 décembre de son journal L'Ami du roi, ironise avec férocité sur l'homme : « Une scène du plus haut comique (...) Un homme fort long, fort sec, qui a l'air d'être perché sur des échasses, ou monté sur des tréteaux, déclame en allongeant de grands bras et d'une voix enrhumée des phrases décousues ; les uns disent qu'il parle iroquoi, les autres wisigotois (...) Le nom de cet immortel doit être conservé d'autant plus précisément que c'est la première et probablement la dernière foix qu'on l'entend : il s'appelle Vatier. »[réf. nécessaire] Jacques Mallet du Pan dans le Mercure de France, fait de même : « (...) Ce singulier orateur qui se démenait dans la tribune en finissant chaque ligne par une imprécation contre les aristocrates se nomme M. Vatier. »[réf. nécessaire] Vadier est profondément outragé mais l'affaire en restera là, car Camille Desmoulins ne publie pas la réponse qu'il lui a envoyée.

#### Contre le roi

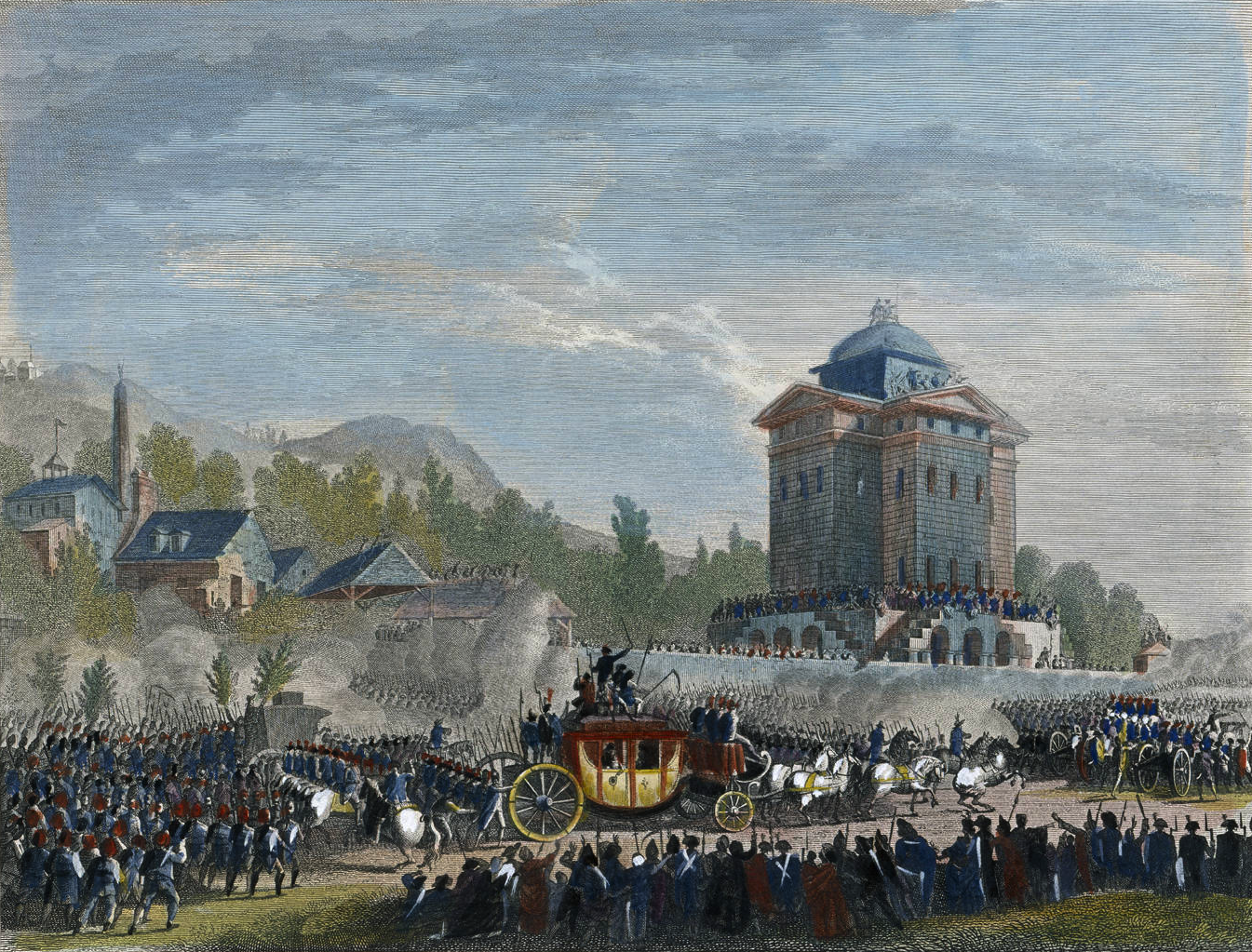
Le retour de Varennes, avec l'arrivée du roi à Paris, le 25 juin 1791. Reproduction par P. G. Berthault (Tableaux historiques de la Révolution française) d'une estampe de Jean Duplessis-Bertaux, d'après un dessin de Jean-Louis Prieur.

Dans un premier temps, Vadier soutient la monarchie constitutionnelle ; il prend même position auprès de ses constituants, pour leur assurer que les rumeurs soutenant que Louis XVI fuirait sont fausses. Après la fuite du roi à Varennes, il se sent trahi et humilié par le roi, et s'exclame contre « ce roi parjure et fugitif, ce roi qui déserte lâchement son poste pour paralyser le gouvernement, pour nous livrer à toutes les horreurs de la guerre civile et de l'anarchie. »
Vadier est furieux et soutient l'existence d'un complot visant à abattre la Révolution. Il prend pour la première fois la parole sur l'inviolabilité royale, le 15 juillet 1791 et parle du roi comme d'un « brigand couronné ». Vadier est le plus virulent des opposants à ce principe :

« Il est selon moi une question préliminaire à celle de l'inviolabilité : c'est celle de savoir si un roi parjure, qui déserte son poste, qui emmène avec lui l'héritier présomptif de la couronne, qui se jette dans les bras d'un général perfide, qui veut assassiner la patrie, qui répand un manifeste où il déchire la Constitution ; si, dis-je, un tel homme peut être qualifié de Roi des Français ? L'inviolabilité ne réside plus sur sa tête depuis qu'il a abjuré sa couronne. Aucun de nous a-t-il pu entendre qu'un brigand couronné pût impunément massacrer, incendier, appeler dans le royaume des satellites étrangers ? Une telle monstruosité enfanterait bientôt des Néron et des Caligula… »

Vadier, à la même tribune, se rétracte dès le lendemain. Il fait vœu d'obéir et de respecter la décision de l'Assemblée en faveur de l'inviolabilité, invoquant malgré tout sa liberté de représentant ; ce qui provoque la colère de Marat dans le numéro de  L'Ami du peuple du 19 juillet 1791. Il fait partie de la Montagne et vote la mort de Louis XVI sans appel au peuple ni sursis après l'avoir beaucoup attaqué pendant le procèsInterprétation abusive ?. Vadier ne peut se rendre sur place pour voter ; il est l'un des rares députés à faire parvenir son vote par correspondance, néanmoins son vote n'est pas comptabilisé.

### Président du Comité de sûreté générale et Terreur
Il est élu par 235 suffrages sur 313 votants à la Convention en 1792. Peu après, il intègre le Comité de législation, qui est chargé de traiter certaines questions législatives. Cette même année, à une date inconnue, il reçoit une lettre de Robespierre particulièrement élogieuse, où celui-ci déclare, entre autres, que Vadier est « mon cher collègue, mon ami » et qu'il est le « vertueux et intrépide défenseur des droits de la nation », ce qui montre tout de même une certaine proximité entre les deux hommes. Vadier se réfère à ses ennemis comme étant des Éthiopiens, une insulte relative à la couleur de peau noire de ce peuple, qui est vue péjorativement par le politicien.

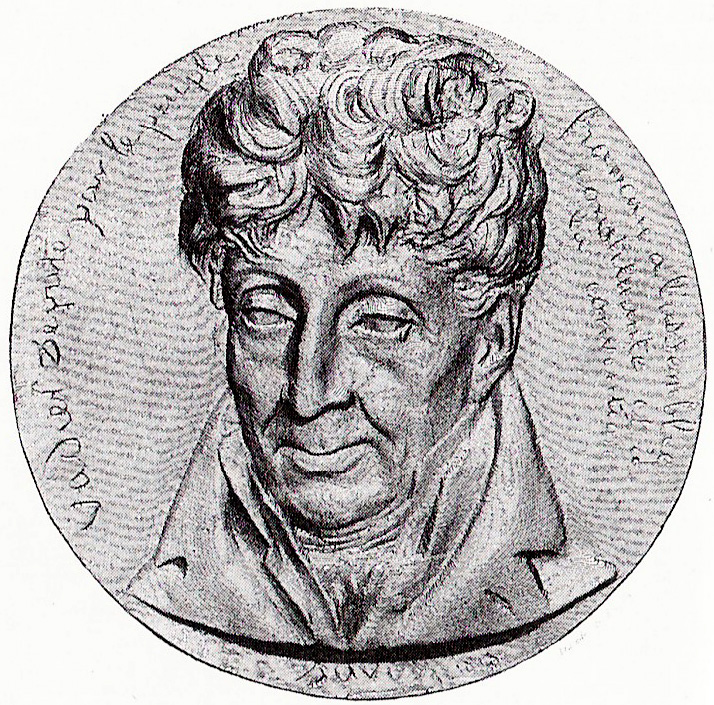
Vadier en 1817, portrait gravé sur un médaillon de bronze, diamètre 17 cm, par David d'Angers.

À partir de septembre 1793, il devient président et doyen du Comité de sûreté générale, organe policier et répressif de la Terreur et le « doyen de la police politique ». Vadier se brouille rapidement avec Robespierre, notamment en raison de  son[pas clair] athéisme militant et de la création du bureau de police générale par le Comité de salut public,Interprétation abusive ?,,, alors qu'il essaie de contrôler la répression[pas clair].
Sous sa direction, le Comité de sûreté générale devient un « ministère de la Terreur ». Pour ses actions, il reçoit le surnom de « Grand Inquisiteur » et de « Bourreau de l'Ariège ». Pendant cette période, il garde un œil très attentif sur son département, l'Ariège, et s'implique dans ses affaires, même depuis Paris, notamment en envoyant des listes de suspects à faire arrêter aux représentants en mission sur place, ou en leur conseillant de se montrer rigoureux.
En  nivôse an II (décembre 1793), avec Amar, il dénonce les malversations de Fabre d'Églantine, Chabot et de leurs complices, comme Danton et est à l'origine du procès ciblant les DantonistesInterprétation abusive ?. Il appelle Danton le « turbot farci » dans le cadre de ses attaques,. Il semblerait que lui et Amar soient les principaux responsables de la mise en procès des Dantonistes. Il intervient directement auprès de Fouquier-Tinville pour lui demander de faire guillotiner certains accusés. Vadier s'attaque à des proches de Danton, comme le général Arthur Dillon, qu'il dénonce pour avoir supposément organisé des conspirations dans les prisons pour libérer Danton. Dillon est rapidement exécuté.
Vadier préside la Convention nationale lorsque l'abolition de l'esclavage est votée au milieu des cris de « Vive la République, vive la Convention, vive la Montagne »,. Après qu'un député propose des sanctions pour les personnes impliquées dans l'arrestation des députés de Saint-Domingue, qui ont été empêchés de voter car ont été arrêtés à Nantes, il abandonne un instant la présidence de la Convention et fait écarter la proposition en tant que dirigeant du Comité de sûreté générale, déclarant que ces députés ont été arrêtés sans qu'on ne sache alors qu'ils étaient députés, et qu'ils ont été libérés aussitôt que cela a été su.
Il participe à la mise en place du procès de Camille Desmoulins qui l'a mis en cause dans le Vieux Cordelier en déclarant à propos de Vadier : « Marat [le] dénonça comme le renégat le plus infâme ». Il est en lien avec Joséphine de Beauharnais, qui est une de ses connaissances. Elle intervient auprès de Vadier pour libérer un de ses proches, mais cela ne porte pas de fruits, il la soupçonne à la place et la fait emprisonner. Il entretient des liens de proximité avec Joseph Fouché. Vadier est à l'origine de l'emprisonnement du député franco-américain Thomas Paine,; il défend ensuite son incarcération par le fait qu'il ne serait pas américain mais anglais car né au Royaume-Uni,,.
Après le 22 prairial an II (10 juin 1794), les débats publics étant supprimés au Tribunal révolutionnaire, il fait traduire ceux dont il veut se venger : à peine la loi votée, plusieurs habitants de Montaut et précisément ceux qui se sont opposés à l'érection de ses terres en seigneurie,, également son ancien avocat Darmaing, sont renvoyés au tribunal révolutionnaire et exécutés. Selon le comte de Folmon, il fait lancer le grand procès des membres du parlement de Toulouse. Il est également l'un des acteurs importants de la lutte que se livrent les deux comités de gouvernement, le Comité de sûreté générale et le Comité de salut public, chacun essayant de prendre l'ascendant sur l'autre,. Lors de ce conflit, il fait espionner Robespierre par Taschereau, mais celui-ci le trahit et rapporte plutôt ses actions à Robespierre. De plus, il organise la propagation de rumeurs, tout en créant de faux documents, prétendant que Robespierre souhaiterait épouser Madame Élisabeth, la soeur de Louis XVI, mais ces rumeurs ne fonctionnent pas réellement.
En germinal an II (avril 1794), il participe à la mise en place de la conspiration des prisons, une sorte de complot visant à faire exécuter tous les prisonniers détenus à Paris. Il appuie le projet de Barère de faire fusiller tous les prisonniers de guerre[réf. souhaitée]. Avec Fouché, il participe et organise la Grande Terreur en augmentant le nombre d'exécutions, notamment pour en accuser RobespierreInterprétation abusive ?.
Le 26 prairial an II-14 juin 1794, Élie Lacoste présente son rapport sur la prétendue conspiration de Batz, qui aboutit à l'exécution de cinquante-quatre personnes. Vadier lit encore à la Convention le dossier à charge, constitué de fausses preuves, contre Catherine Théot, ridiculisant le Culte de l'Être suprême défendu par Robespierre,.

### Thermidor
Après avoir été visé par Robespierre dans son dernier discours comme un « homme pervers »,, il participe à la chute de Robespierre en prenant la parole contre lui, les 8 et 9 thermidor, à la Convention et en s'écriant : « Catilina est dans le Sénat ! » en le visant. Il lui reproche également sa protection de prêtres. Les raisons qui motivent son choix sont probablement la volonté de contrôler l'appareil répressif de l'État et la volonté de ne pas être la cible d'une purge robespierristeInterprétation abusive ?.

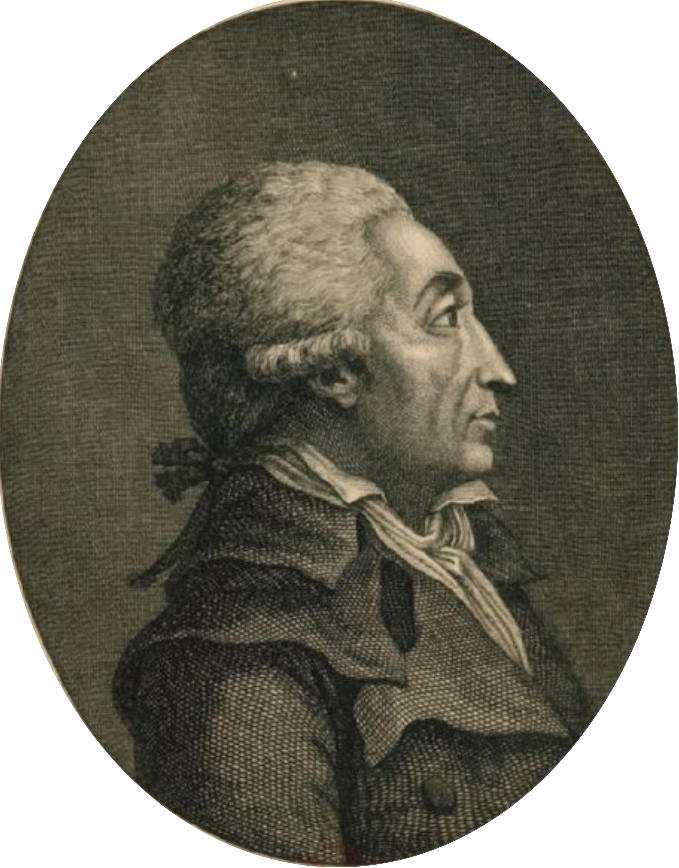
Vadier, vers 1789/1799, par François Bonneville.

Après la chute de Robespierre, il est accusé par Lecointre, Courtois, Fréron et Darmaing fils (Jean-Baptiste), d'avoir couvert les exactions de la Terreur,. Bien qu'il rejette les maux de la Terreur sur Robespierre, il se trouve lui-même peu à peu visé pour son rôle pendant cette période, notamment par un pamphlet anonyme publié en 1795 et intitulé Juste courroux du peuple contre Vadier et les autres décemvirs.
Il vote pour la mise en accusation de Carrier, le responsable des noyades de Nantes,. Le 15 frimaire an III (5 décembre 1794), une enquête est diligentée au nom de la Convention contre les « Quatre » des Comités de l'an II (Comité de salut public et Comité de sûreté générale), Barère, Collot d'Herbois, Billaud-Varenne, et lui-même,. Lorsque l'enquête est votée, il monte à la tribune avec un pistolet à la main en menaçant de se suicider si la Convention ne rend pas justice « à ses soixante ans de vertu », ce qui force la séance à être interrompue, car il est armé. Il doit être ceinturé par plusieurs députés. Il est arrêté et malmené par des Muscadins, des groupes de jeunes gens réactionnaires, royalistes et généralement d'extraction bourgeoise, dans le faubourg Saint-Antoine mais il en ressort indemne.

### Suites
À la suite de l’insurrection de germinal an III, il est condamné à la déportation avec les « Quatre », mais il parvient à se cacher jusqu’à l’amnistie votée à la séparation de la Convention,,. Cette condamnation à la déportation est notamment combattue par Lecointre, bien que celui-ci ait ciblé Vadier peu après Thermidor.
Sous le Directoire, il apporte son soutien à la Conjuration des Égaux de Babeuf, mais est acquitté par la Haute-Cour de Vendôme. Il demeure toutefois en prison, à l'île Pelée, près de Cherbourg,,. Il y reste jusqu’en l’an VIII (1799), puis est libéré par Cambacérès après une intervention de son ami Fouché et se fait oublier à Chartres.
Il est placé sous surveillance sous le Consulat et l'Empire, notamment lorsqu'il réside à Paris avec sa maîtresse. Vadier s'engage pendant les Cent-Jours en net soutien à Napoléon Bonaparte. Ainsi, il rejoint les Fédérés, des milices populaires rassemblant un ensemble hétéroclite de républicains, de bonapartistes et de libéraux qui lutteraient en faveur du « bonapartisme révolutionnaire », ce qui aggrave sa situation vis-à-vis de Louis XVIII.
Il est exilé comme régicide en 1816,. Sa femme et sa fille l'accompagnent en exil, à Bruxelles.

### Exil et mort en Belgique
Il ne remet jamais en cause ou en question ses actions pendant la Terreur, mais déclare avoir fait une erreur lors du 9 thermidor à l'un de ses amis, avant de partir en exil. De la même manière, à la fin de sa vie, il déclare : 

« J’ai quatre-vingt-douze ans, la force de mes opinions prolonge mes jours ; il n’y a pas, dans ma vie, un seul acte que je me reproche, si ce n’est d’avoir méconnu Robespierre et d’avoir pris un citoyen pour un tyran,. »

 Alors qu'il vit à Bruxelles, il est en lien notamment avec Philippe Buonarroti, ancien codétenu à Cherbourg,, et Barère, l'amitié de Buonarroti s'explique en partie par la repentance de Vadier envers ses actions lors du 9 thermidor.
À plus de 92 ans, Marc-Guillaume-Alexis Vadier meurt le dimanche 14 décembre 1828 à 18 heures, dans la petite maison qu'il habite au numéro 1251 de la rue des Douze Apôtres, à Bruxelles. Son décès est déclaré le seize, par l'avocat Jean-François-Hippolyte Tussau, son gendre, et Adrien-Alexandre Cadot, négociant. Il est alors inhumé dans l'ancien cimetière de Bruxelles à Saint-Josse-ten-Noode, où sa fille et son gendre font réaliser un monument à côté de celui de Jacques-Louis David.

### 1990 retour en Ariège
Après avoir acquis le Domaine de Peyroutet, l'avocat Gilles Dussert demande et obtient, en 1990, le transfert des restes de Vadier, de Bruxelles à la chapelle privée du domaine,.

## Publications
- Opinion du citoyen Vadier Concernant Louis XVI, Paris, Convention nationale, 1789, 12 p. (lire en ligne).
- Seconde opinion du citoyen Vadier, député du département de l'Arriège, sur Louis Capet, Paris, Convention nationale, 1789, 12 p. (lire en ligne).
- Rapport et projet de décret présentés au nom du comité des secours publics : Sur l'administration & distribution des revenus des pauvres des quarante-huit sections de Paris, Paris, Convention nationale, avant 1790, 11 p. (lire en ligne).
- Réponse de Vadier A la dernière caricature de Darmaing, Paris, Convention nationale, 1795, 16 p. (lire en ligne).

## Postérité

### Histoire
Les historiens discutent encore pour voir la portée de l'action de Vadier et son rôle au sein de la Révolution et surtout au sein de la TerreurInterprétation abusive ?. Bien qu'il soit membre des thermidoriens, il est admis qu'une partie importante des mesures répressives de la Terreur et des exécutions est à attribuer au Comité de sûreté générale, qu'il dirige, sans compter qu'il accroît le nombre d'exécutions pendant la Grande Terreur pour en charger Robespierre,Interprétation abusive ?,. Pour Antoine Boulant, cette hypothèse, notamment dans le cadre de l'exécution de Cécile Renault, est vraisemblable, mais reste difficile à prouver de manière plus générale, faute de preuves. Annie Jourdan déclare à ce propos :

« De deux affaires banales, Vadier avait fait un instrument pour ébranler la popularité de Robespierre. Dès lors, l’interprétation qui veut que la Grande Terreur soit le résultat d’un sabotage de la loi du 22 prairial devient plausible. Pour une part, du moins. En témoigne aussi l’affaire des chemises rouges, symboles de parricide, portées par les condamnés – Cécile Renault, Admirat et autres – du 29 prairial (17 juin) ! »

Avec d'autres thermidoriens impliqués dans la Terreur, comme Tallien, Fouché, Barère, Billaud-Varenne ou Fréron, il s'engage dans une entreprise politique et rhétorique visant à rejeter tous les maux de la Terreur sur la figure de Robespierre, après sa mort.

### Art

#### Vadier dans la littérature
Vadier est une figure présente dans l'imaginaire hugolien, il est cité à plusieurs reprises par Victor Hugo ; notamment dans son dernier roman, Quatrevingt-treize et dans Littérature et philosophie mêlées, où il dit : « Tout était déjà dans ce point noir, le 21 janvier, le 31 mai, le 9 thermidor, sanglante trilogie; Buzot, qui devait dévorer Louis XVI, Robespierre, qui devait dévorer Buzot, Vadier, qui devait dévorer Robespierre, trinité sinistre ».
Il est un personnage froid dans Robespierre de Romain Rolland,. Vadier est le chef des conjurés dans Maximilien Robespierre de Robert Griepenkerl (1810-1868). Le politicien est un personnage dans Thermidor de Victorien Sardou.

#### Vadier dans la sculpture
Vadier est le sujet d'une médaille-effigie en bronze de David d'Angers, et celle-ci est ensuite reproduite en plâtre.

#### Vadier dans la peinture
- Edme Quenedey, Mr Vadier député du pays de Foix à l'Assemblée nationale de 1789 (Portrait : Physionotrace, eau-forte), Paris, 1789 (présentation en ligne).
- Jean Baptiste Ponce Lambert, Mr Vadier : député de Pamiers (Portrait : dessin crayon noir), Paris, 1789 (présentation en ligne).
- Charles Toussaint Labadye, Marc Guillaume Vadier : né à Pamiers l7j. et 1736 député du comté de Foix à l'Assemblée nationale de 1789 (Illustration Portrait : estampe, eau-forte, burin), Paris, Dejabin, 1789 (présentation en ligne).
- Charles Toussaint Labadye, Marc Guillaume Alexis Vadier citoyen de Pamiers : député du comté de Foix à l'Assemblée nationale de 1789 né le 17 juillet 1736 (Portrait : dessin crayon noir), 1790 (présentation en ligne).
- Nicolas-François Le Vachez, Vadiers conseiller au présidial de Pamiers : député de la sénéchaussée du comté de Foix (Estampe, illustration, eau-forte), Paris, Nicolas-François Le Vachez, coll. « de Vinck », 1790 (lire en ligne).
- François Bonneville, Vadier : député du département de l'Ariège à la Convention nationale, condamné à la déportation le 12 germinal l'an 3 de la République française (Portrait : estampe, burin), Paris, F. Bonneville, coll. « de Vinck », 1795-1799 (présentation en ligne).

#### Vadier au cinéma et au théâtre
- 1964 : Pierre Asso, interprète Vadier dans le téléfilm La Terreur et la Vertu : Danton - Robespierre de Stellio Lorenzi.
- 1974 : Gérald Denizot, interprète Vadier dans le téléfilm Saint-Just et la Force des choses de Pierre Cardinal.
- 1988 : Paul Le Person, interprète Vadier dans le spectacle La Liberté ou la mort de Robert Hossein.
- 1989 : Michel Subor, interprète Vadier dans le film La Révolution française de Robert Enrico et Richard T. Heffron.